# Swannington (Leicestershire)
Pour les articles homonymes, voir Swannington.
Swannington est une paroisse civile et un village du Leicestershire, en Angleterre.